# Margareta Christina Giers
Margareta Christina Giers, född 1731 i Stockholm, död 12 november 1796 i Stockholm, var en svensk målare.  
Hon var dotter till kyrkoherden Eric Petter Giers och Brita Giring och gift med professor Olof Murén. Hennes konst består av gouachemålningar ofta som kopior efter andra äldre mästare. Giers finns representerad vid bland annat Nationalmuseum i Stockholm.